# 紫微宮 (洛陽)

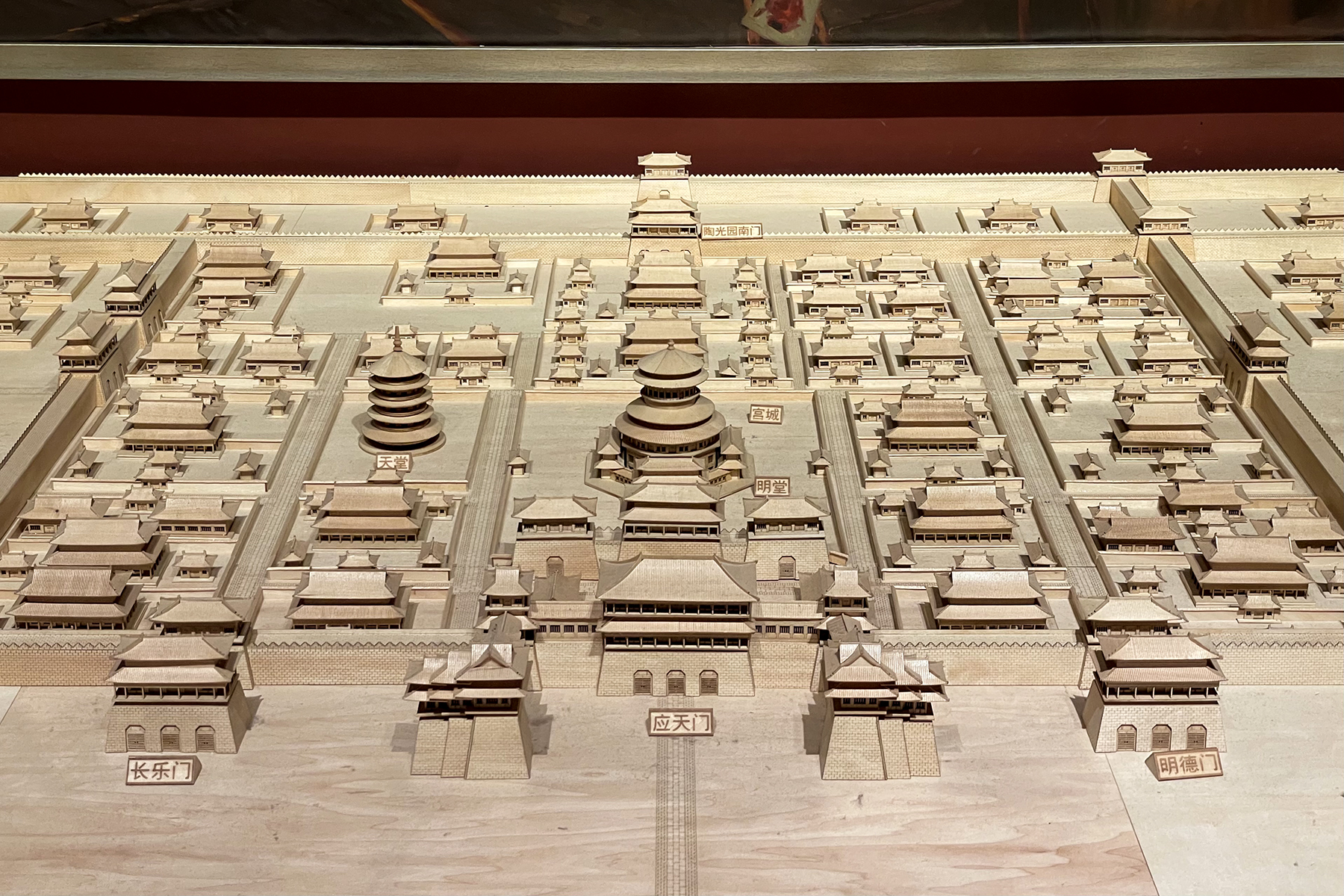
武则天时期紫微宫复原模型

紫微宮又名紫微城，为隋唐洛阳城的宫城部分，位于其西北部。该宫始建于隋朝，当时洛阳为隋朝东都。武周时定都洛阳，紫微宫成为国家的统治中心。后梁、后唐、后晋也曾定都于此。北宋时尚存。北宋末年毁于战乱。

## 主要建筑

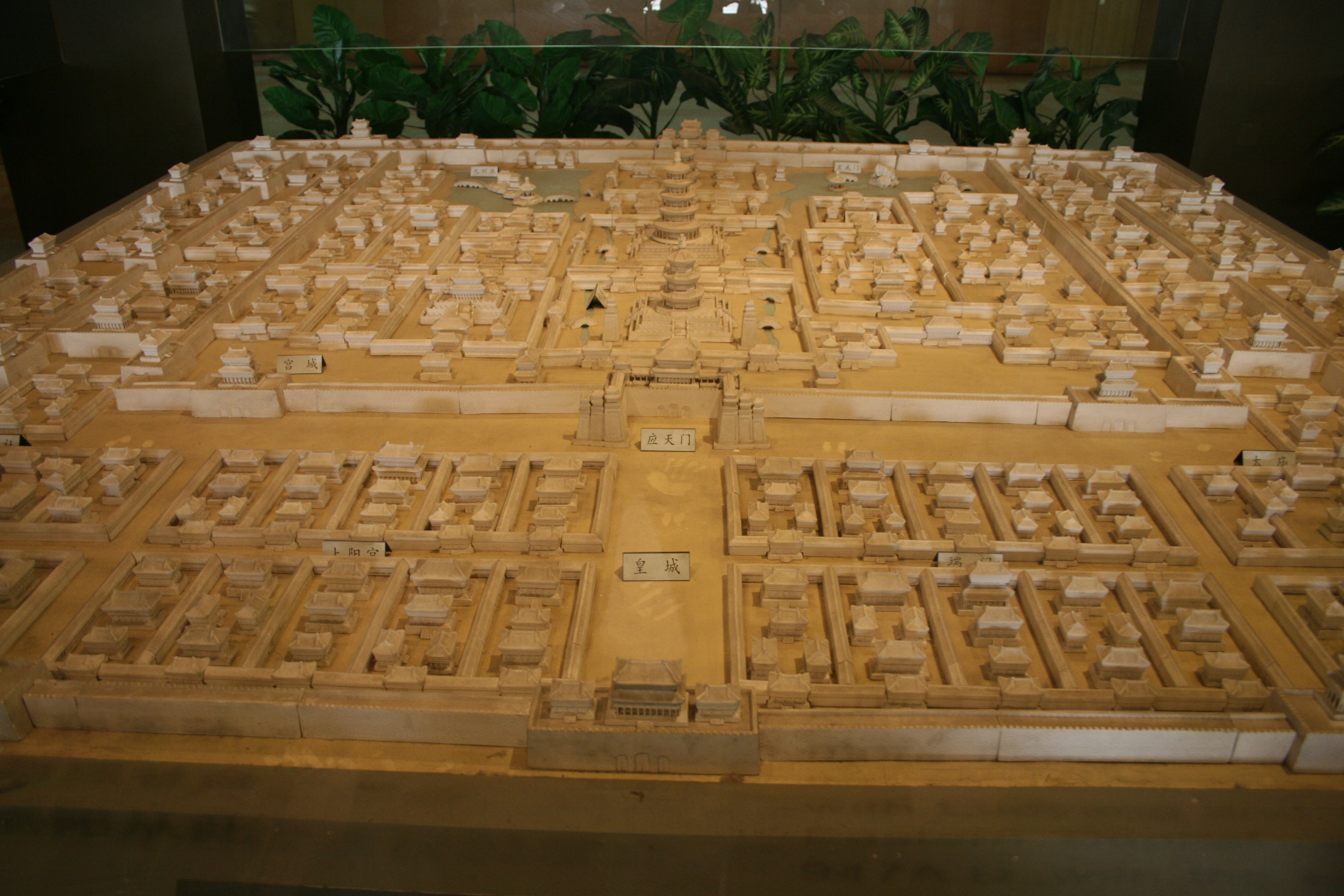
隋唐洛阳城的皇城（太微城）与宫城（紫微宫）建筑布局图

### 隋代
- 应天门
- 三大殿：乾阳殿、大业殿、徽猷殿

### 唐初
- 应天门
- 三大殿：乾元殿、贞观殿、徽猷殿

### 武周
- 应天门
- 三大殿：明堂、贞观殿、徽猷殿
- 天堂 (洛阳)

## 資料來源
1. ↑  司马光. . 大陸: 中华书局. 2009-01. ISBN 9787101053463.
2. ↑  洛陽師範學院河洛文化國際研究中心; 楊作龍、毛陽光 主編. . 大陸: 北京圖書館出版社. 2006-12-01. ISBN 7501331995.